# Neoplasia endocrina multipla
Il termine neoplasia multiendocrina, detta anche MEN, dall'inglese multiple endocrine neoplasia, descrive un gruppo di tre sindromi ereditarie caratterizzate da insorgenza di processi proliferativi a carico di alcune ghiandole endocrine. Tali processi possono variare in un range che va dall'iperplasia all'adenoma sino al carcinoma. Ognuna delle tre forme di MEN possiede una propria caratteristica distribuzione dei disturbi proliferativi tra le varie ghiandole endocrine.
Le sindromi MEN sono trasmesse con ereditarietà autosomica dominante.

## Terminologia
Le MEN erano definite in passato MEA (Multiple Endocrine Adenomas o Multiple Endocrine Adenomatosis). Il termine neoplasia endocrina multipla è utilizzato quando:
- sono presenti due o più tipi citotipi endocrini tumorali che causano i sintomi ascrivibili alle MEN;
- nel singolo paziente c'è una prova di mutazione causativa o trasmissione ereditaria dei geni mutati;

Il primo punto è una causa necessaria ma non sufficiente per l'instaurarsi della MEN: è possibile che i tumori si siano sviluppati in maniera sporadica.
La descrizione della MEN avvenne nel 1903, ma solo nel 1968 venne introdotta la sigla MEN.

## Storia
1. Nel 1903 Erdheim descrisse il caso di un paziente con acromegalia con un adenoma ipofisario e tre ghiandole paratiroidi ingrandite;
2. Nel 1953 Underdahl et al. riportò una serie di 8 casi di pazienti con una sindrome di adenomi di ipofisi, paratiroidi e isole pancreatiche;
3. Nel 1954 Wermer notò che questa sindrome veniva trasmessa come un tratto dominante;
4. Nel 1959 Hazard et al. descrisse il carcinoma midollare (solido) tiroideo.
5. Nel 1961 Sipple descrisse una combinazione di feocromocitoma, carcinoma midollare tiroideo e adenoma paratiroideo
6. Nel 1966 Williams et al. descrisse la combinazione di neuroma mucosali, feocromocitoma e carcinoma midollare tiroideo;
7. Nel 1968 Steiner et al. introdusse il termine MEN (multiple endocrine neoplasia) per descrivere patologie caratterizzate da combinazioni di tumori endocrini: propose i termini "Sindrome di Wermer" per la MEN1 e la "Sindrome di Sipple" per la MEN2;
8. Nel 1974 Sizemore et al. dimostrò che la categoria MEN 2 includeva due gruppi di pazienti con MTC (carcinoma midollare tiroideo) e feocromocitoma: uno con patologia paratiroidea e aspetto normale (MEN 2A) e l'altro senza patologia paratiroidea ma con neurma mucosali e anormalità mesodermiche (MEN2B);
9. Nel 1988 il locus MEN1 venne scoperto sul Cromosoma11 (11q13).
10. Nel 1993 Lois Mulligan, lavorando nel laboratorio di Bruce Ponder (in Cambridge) dimostrò che mutazioni nell'oncogene RET oncogene causavano la MEN 2A;
11. Nel 1998 avvenne la clonazione del gene MEN1

## MEN 1
La MEN 1 (sindrome di Wermer) è caratterizzata da presenza di:
- iperplasia o neoplasia maligna paratiroidea (95% dei casi), con conseguente iperparatiroidismo. Le manifestazioni cliniche tipiche sono calcoli renali contenenti calcio, sintomi gastrointestinali e muscolari, dolori ossei associati ad osteopenia, così come un aumento della calcemia.
- tumori neuroendocrini: nel pancreas il più rappresentato è l'insulinoma; nel duodeno invece è più rappresentato il gastrinoma (30-80% dei casi); sono possibili localizzazioni toraciche e intestinali.
- adenoma dell'ipofisi (15-90% dei casi)[1]. Tra questi il più comune è il prolattinoma
- manifestazioni cutanee più rare come angiofibromi, collagenomi, lipomi, ecc.

Il gene implicato è localizzato sul cromosoma 11 ed è stato chiamato MENIN. La sindrome viene ereditata in modo autosomico dominante.

## MEN di tipo IIa
La MEN IIa (sindrome di Sipple) è diagnostica quando si ha la compresenza di:
- carcinoma midollare della tiroide, associato a un incremento della calcitonina
- feocromocitoma.
- iperplasia paratiroidea, o un tumore che generi iperparatiroidismo

Una mutazione del proto-oncogene c-RET è stata identificata nel 93-95% dei soggetti con MEN IIa, ma non in quelli con MEN I.
In MEN IIa è presente una mutazione puntiforme di RET che comporta una modificazione nel dominio extracellulare del recettore con conseguente dimerizzazione costitutiva persistente.

## MEN di tipo IIb
La MEN IIb (precedentemente nota come tipo III) comprende:
- carcinoma midollare della tiroide, associato a un incremento della calcitonina
- feocromocitoma
- neuromi mucocutanei (95% dei pazienti)
- habitus marfanoide.

iperplasie o tumori paratiroidei sono rari, quindi l'iperparatiroidismo si verifica raramente.
Anche per questa variante è stata individuata l'associazione con mutazioni a carico dell'oncogene c-RET localizzato sul cromosoma 10.
La mutazione riguarda il dominio catalitico intracellulare che anche in questo caso comporterà un'attivazione costitutiva del recettore.